# Schloss Gymnich

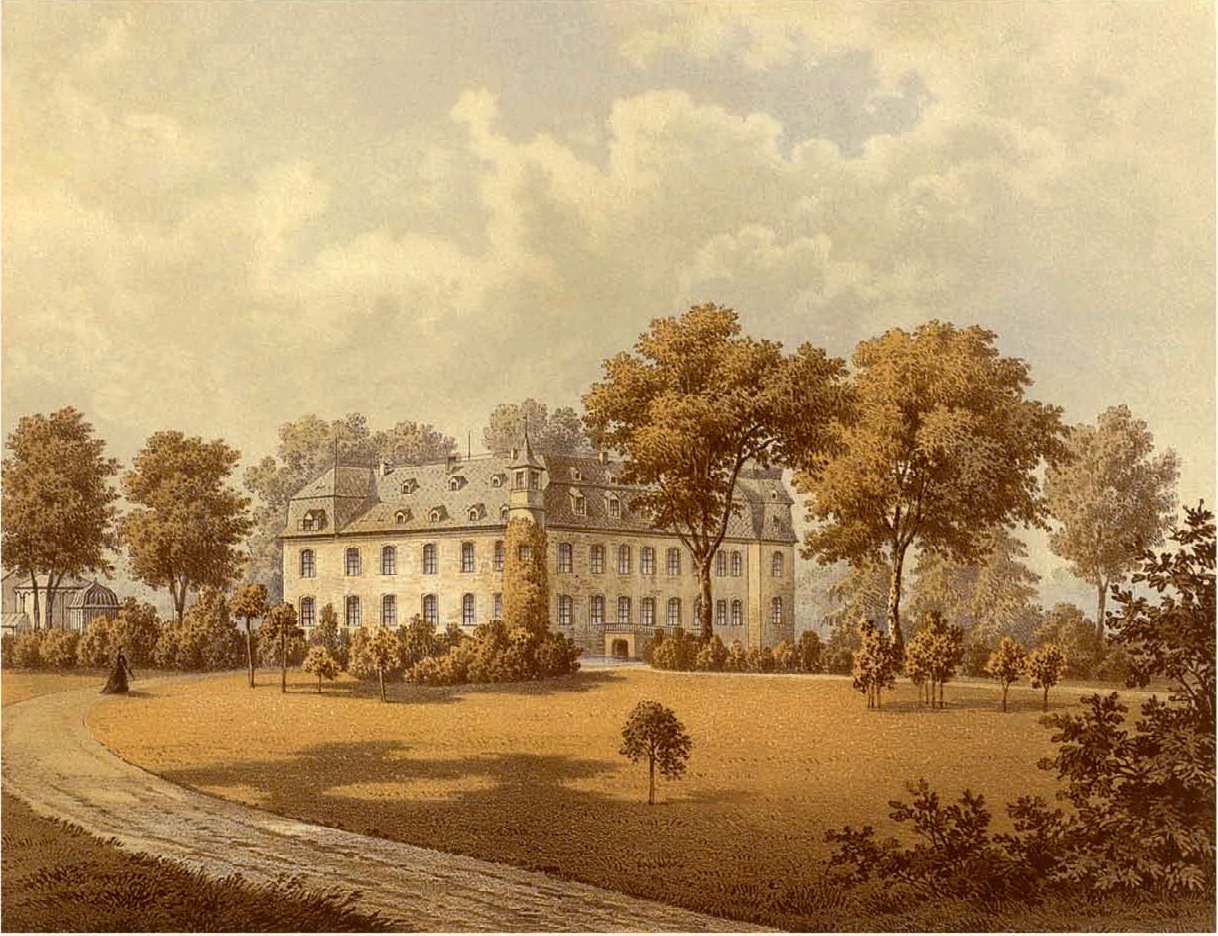
Lithographie von Schloss Gymnich um 1860 aus der Sammlung Duncker

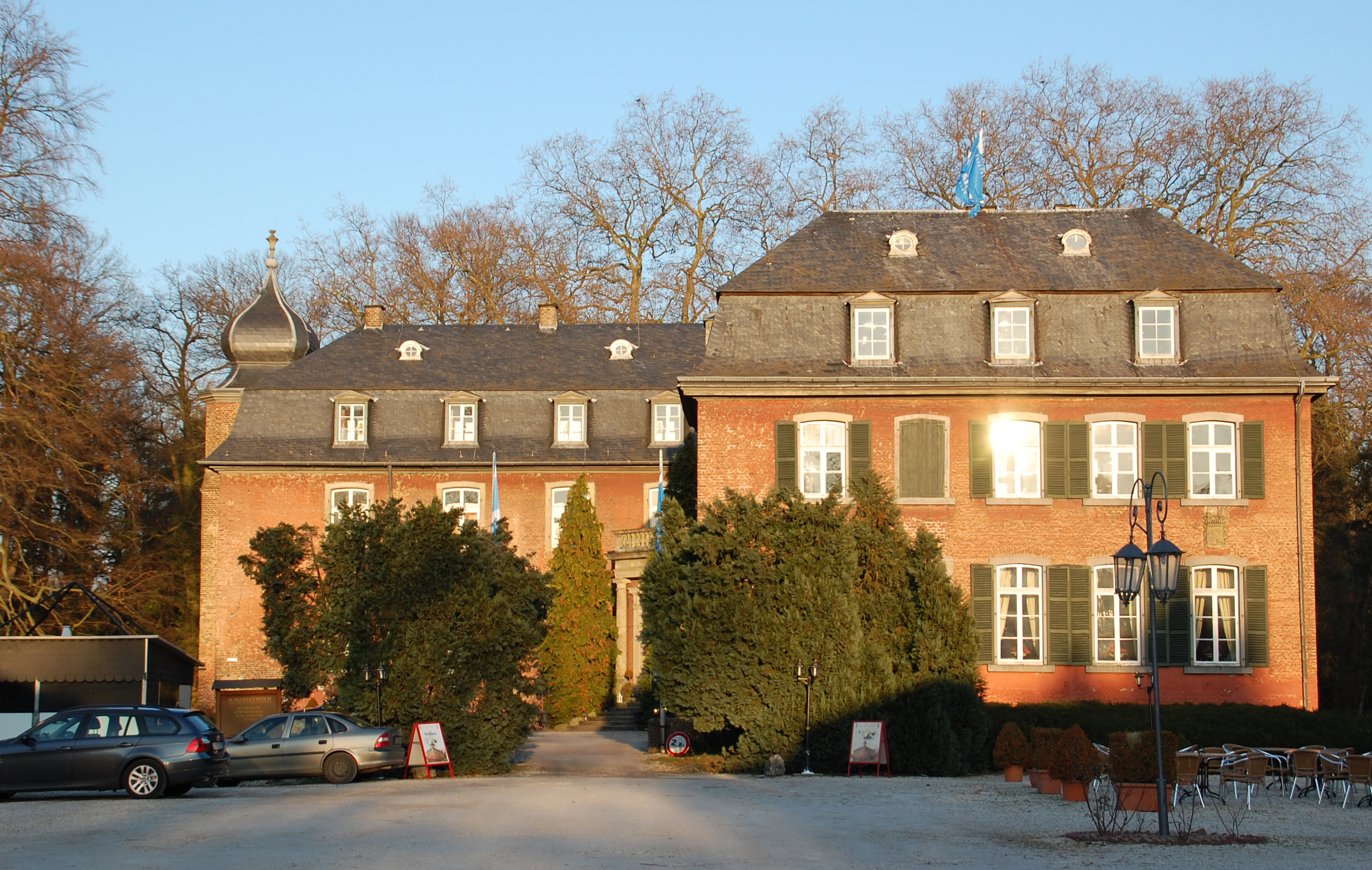
Eingang

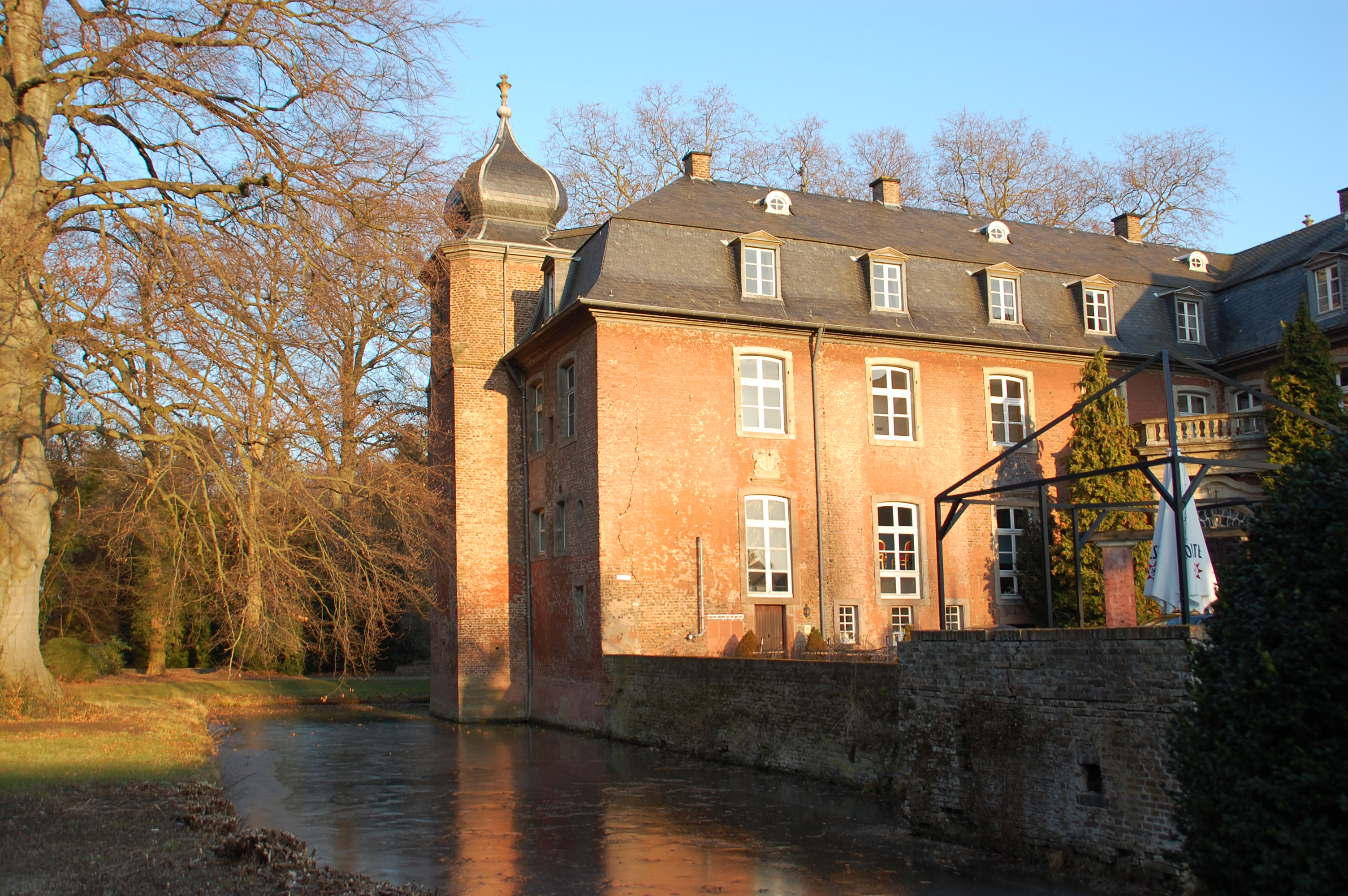
Schloss Gymnich

Schloss Gymnich ist eine Wasserburg der Erftaue in Gymnich, einem Stadtteil von Erftstadt, in Nordrhein-Westfalen. Jahrhundertelang war es Sitz des rheinischen Rittergeschlechtes von Gymnich.
Das Schloss, das von einem großen Park umgeben ist, hat eine Gesamtgrundstücksfläche von 21 Hektar und liegt am Rheinischen Sagenweg.

## Geschichte
Eine erste Burg wurde 1354 am westlichen Rand des Ortes von Heinrich I. von Gymnich errichtet. Er trug sie dem Erzbischof und Kurfürsten von Köln Wilhelm von Gennep als Offenhaus der Kölner Kirche auf und empfing sie als Lehen von diesem zurück. Nach Überfällen und Schädigung anderer Lehnsleute des Kurfürsten durch Heinrich II. wurde die Burg im Jahre 1399 auf Befehl des Erzbischofs  Friedrich von Saarwerden abgebrochen. Heinrich verpflichtete sich – auch für seine Nachkommen – nie mehr ohne Genehmigung des Erzbischofs ein befestigtes Haus in Gymnich zu errichten.
Der Nachfolgebau wurde an anderer Stelle, östlich der ersten Burg, errichtet. Im Jahre 1419 wurde Johann von Gymnich, Sohn Heinrichs II., mit Haus Gymnich belehnt. Sein Sohn Arnold erbte 1467 Haus Gymnich, das im Familienbesitz blieb bis zum Erlöschen der Linie von und zu Gymnich im Jahr 1824 mit dem Tod der Freiin Johanna von Gymnich, Stiftsdame zu Neuss, Tochter des Karl Otto Ludwig Theodat von und zu Gymnich. Danach kam das Schloss als Schenkung an ihren Großneffen Max Felix Reichsgraf  Wolff Metternich und seine Erben. Vilma Reichsgräfin Wolff Metternich, die das letzte Mitglied der Familie und somit Erbin war, brachte es durch ihre Heirat mit Franz Vicomte de Maistre an diese Linie. In der weiteren Erbfolge fiel das Schloss nach dem Tod des kinderlos verstorbenen Sohnes Rudolf Vicomte de Maistre an den testamentarisch von Vilma bestimmten Nacherben, den Enkel der Gräfin und Sohn ihrer Tochter, Jörg Freiherr von Holzschuher. Miranda de Maistre (1912–2009), Ehefrau von Rudolf, die nach Hausrecht nicht erben konnte, zog nach dem Tode ihres Ehemannes (1968) in die Kaplanei neben der Kirche. Nach einem bescheidenen Leben verstarb sie dort am 22. Juli 2009. Gymnich war sie bis kurz vor ihrem Tode als Protektorin der Sebastianus-Bruderschaft verbunden.
Mit der Burg und dem späteren Schloss war die Gymnicher Mühle als Bannmühle verbunden.

## Beschreibung der Anlage
Über eine Seitenstraße, die von der Hauptstraße abzweigt, gelangt man zum Eingangstor des Schlosses, von dem eine Allee zum Schloss führt. Von dem ehemaligen Wirtschaftshof, der Vorburg, wurde der Nordflügel abgerissen. Durch eine Brücke ist die Vorburg mit der Hauptburg verbunden, die auf einer rechteckigen von Wassergräben umgebenen Insel liegt. Die zweiflügelige Anlage besteht aus einem Westflügel mit zwei Türmen und einem im rechten Winkel anschließenden nördlichen Trakt. Im Winkel der beiden Flügel liegt in einem Vorbau der Eingang, der über eine Treppe zu erreichen ist.
Die beiden Flügel entstanden zu verschiedenen Zeiten. Nach der Niederbrennung der Burg im Hessenkrieg im Jahre 1642 wurde der 1547 errichtete Westflügel mit dem südlichen Kapellenturm von 1655 bis 1659 durch Sofia Margarethe Wolff genannt Metternich, der Witwe Adolfs von Gymnich, im Barockstil wieder aufgebaut und der Altar im Burgturm reconziliert. Im Sockelfundament des Kapellenturms sind noch Reste einer früheren Burganlage zu erkennen.
Der Nordflügel wurde 1722 errichtet. Karl Otto Ludwig Theodat von und zu Gymnich ließ 1738 die Räume im Rokokostil ausstatten. Die prunkvollen Innenräume mit prächtigen Stuckverzierungen werden vor allem geprägt durch die in die Wandflächen eingelassenen Porträts der damaligen Kurfürsten im „Kurfürstensaal“, ein Porträt der Kaiserin Maria Theresia im „Marmorkabinett“ und Gemälde von Persönlichkeiten aus der Familie der Herren von Gymnich sowie durch die einmaligen Supraporten mit Darstellungen einiger Schlösser des Kurfürsten Clemens August.
Bei den in den Jahren 1903 bis 1930 durchgeführten Umbauten und grundlegenden Renovierungen wurde 1907 der Haupteingang verlegt und der heutige Eingang als kleiner Vorbau im Neobarockstil gebaut.
Die Bedeutung des Barockschlosses liegt nach Henriette Meynen nicht nur in seiner kunstvollen Innenausstattung, sondern auch in seinem großen Park mit einer Fülle einheimischer Gehölzarten, aber auch botanisch auffallender Exoten. Heute steht das Gebäude unter Denkmalschutz. Das Grundstück umfasst mit Park eine Fläche von 212 667 Quadratmetern.

## Modernisierung der Anlage
Jörg Freiherr von Holzschuher, der das Schloss nach Medienberichten unerwartet von seiner Großmutter Vilma Reichsgräfin Wolff-Metternich geerbt hatte, fand eine seit Jahren leerstehende stark renovierungsbedürftige Anlage vor.
Im Zweiten Weltkrieg war sie militärisch genutzt worden. Die Luftwaffe hatte dort ihre Telefonzentrale für das auf dem Gymnicher Feldflughafen stationierte Luftwaffengeschwader eingerichtet. Das Ehepaar Vicomte de Maistre hatte die Wohnung im Schloss aufgegeben und im Nordwestbau der Vorburg Gebäude abreißen und 1956 für sich ein neues Wohnhaus erbauen lassen.
Jörg von Holzschuher modernisierte und renovierte das Schloss den gestiegenen Bedürfnissen des Wohnkomforts entsprechend durch Einbau einer Zentralheizung, Erneuerung der Stromleitungen, Einbau von Bädern und Toiletten und grundlegende Restaurierung der Repräsentationsräume.

## Nutzung durch die Bundesregierung
Ab 1971 vermietete Jörg von Holzschuher das Schloss für 750.000 DM pro Jahr an die Bundesregierung, die es bis Juli 1990 als Gästehaus nutzte. Es war damit der Vorgänger und Nachfolger des Bundesgästehauses auf dem Petersberg. Schloss Gymnich beherbergte 262 Staatsgäste, darunter 1987 Erich Honecker während seines Besuchs in der BRD.  Die meisten Staatsgäste landeten auf dem in Sichtweite gelegenen Fliegerhorst Nörvenich und wurden dann mit einem Pkw ins nahe gelegene Gästehaus gefahren.
Der Begriff Gymnich-Treffen geht auf ein Treffen im Rahmen der Europäischen Politischen Zusammenarbeit im April 1974 im Gästehaus Schloss Gymnich der deutschen Bundesregierung zurück, das Hans-Dietrich Genscher veranstaltete. Seit diesem Treffen finden einmal pro Ratspräsidentschaft, also einmal jedes halbe Jahr, so genannte Gymnich-Treffen statt.
Am 25. August 1989 kam es im Schloss zu einem Geheimtreffen des ungarischen Ministerpräsidenten Nemeth mit Bundeskanzler Kohl, welches dann die Öffnung der ungarisch-österreichischen Grenze in der Nacht vom 10. auf den 11. September 1989 für DDR-Flüchtlinge zur Folge hatte.

## Neue Eigentümer
Als nach der Rückverlegung des Gästehauses der Bundesregierung zum Petersberg das Ende des Gästehauses Schloss Gymnich absehbar war, suchte Freiherr von Holzschuher einen Käufer. Im Juni 1987 erwarb der japanische Unternehmer Masao Nangaku das Schloss für 28 Millionen DM. Er beabsichtigte, Schloss Gymnich in ein Luxushotel mit einem angegliederten Golfplatz umzubauen, der sich in Richtung der Gymnicher Mühle erstrecken sollte. Doch seine Pläne wurden wegen finanzieller Schwierigkeiten nicht realisiert. Nach Abschluss der Kaufverhandlungen konnte er jedoch nicht mehr vom Kauf zurücktreten, ohne einen neuen Käufer zu präsentieren. Er fand ihn 1993 in Joachim (Joe) Wander (Wander-Gruppe). Der neue Eigentümer wollte ebenfalls auf dem Grundstück einen Golfplatz errichten, musste jedoch feststellen, dass die Baugenehmigung hierfür bereits 1992 zurückgezogen worden war. Wander richtete deshalb dort ein Hotel der gehobenen Klasse ein, das sich als nicht lohnend erwies, da die erwarteten Gäste wegen des fehlenden Golfplatzes ausblieben. Wegen großer finanzieller Schwierigkeiten musste auch er aufgeben.
Im Juli 1998 erwarb Dan Kelly, Vater der Musikgruppe Kelly Family, das Schloss im Rahmen einer Zwangsversteigerung für 13,1 Millionen DM. Die Kelly Family wohnte dort bis zum Tod des Vaters im Jahre 2002. Wegen der Busladungen von Fans, die teilweise in den Vorgärten der Anwohner campierten, wurde ein gesonderter Ordnungsdienst erforderlich. Mit der Zeit waren die Kinder ausgezogen, und Vater Dan blieb oft allein im Schloss. So wurde seit dem Jahr 2000 mehrfach versucht, das Schloss zu verkaufen, was jedoch misslang. Durch den Tod von Vater Dan im August 2002 erbten schließlich seine acht Kinder aus zweiter und vier Kinder aus erster Ehe – davon eines in den USA mit Sachwalter – das Schloss gemeinschaftlich. Die vielen Miteigentümer konnten sich lange nicht auf eine Nachnutzung oder einen Verkauf einigen.
Deshalb wurde das Schloss zwischenzeitlich verpachtet. 2005 gründeten die Unternehmer Wilfried Vogt und Manfred Diel gemeinsam mit Joey Kelly die „Schloss Gymnich GmbH“, welche das Schloss als Restaurant und Veranstaltungsort betrieb. Nach der Festnahme Manfred Diels im Zuge der Insolvenz der Heros Unternehmensgruppe meldete die GmbH im Frühjahr 2006 Insolvenz an. Ab 1. Mai 2006 übernahm die Auffanggesellschaft „Schloss Gymnich Erleben und Genießen GmbH“, deren Geschäftsführer Wilfried Vogt blieb; Joey Kelly war weiterhin als Gesellschafter involviert. Bis 2009 wurde es als Hotel und Restaurant der gehobenen Klasse geführt und diente als Veranstaltungsort. Von September 2010 bis Juni 2011 diente das Schloss als Außenkulisse für die ZDF-Telenovela Lena – Liebe meines Lebens.
Wegen der Uneinigkeit der vielen Miteigentümer betrieb Joey Kelly die Zwangsversteigerung, wobei der Verkehrswert auf 5,3 Millionen Euro festgelegt wurde. Aufgrund dieses Verkehrswerts war das Mindestgebot von Amts wegen auf 2,65 Millionen Euro festgelegt worden. Gebote mussten bis zum 31. Januar 2012 beim zuständigen Amtsgericht Brühl abgegeben werden. Zu diesem Zeitpunkt lag allerdings nur ein Gebot von Joey Kelly selbst in Höhe von 1,7 Millionen Euro vor. Da es das festgelegte Mindestgebot unterschritt, kam es vorerst nicht zum Verkauf.
Am 3. Juli 2012 ersteigerte der ehemalige Kölner Industrieversicherungsmakler Gerd Overlack das Wasserschloss im Amtsgericht Brühl für 3,05 Millionen Euro. Er wollte selbst in das Schloss einziehen sowie ein Hotel und ein Restaurant dort unterbringen. Overlack ist seit 2000 Eigentümer von Schloss Eberstein im Landkreis Rastatt (Baden-Württemberg).
Im Mai 2015 begannen umfangreiche Renovierungsarbeiten mit dem Ziel, das Schloss als Hotel wiederzueröffnen. Die Anlage diente auch als Kulisse für den Märchenfilm Das Wasser des Lebens. Radio Erft berichtete im Mai 2019, dass die Arbeiten 2020 abgeschlossen sein sollten.  Während des Hochwassers 2021 wurde der Schlosspark größtenteils überflutet. Stand März 2025 ist das Schloß buchbar.

## Sage und Wappen

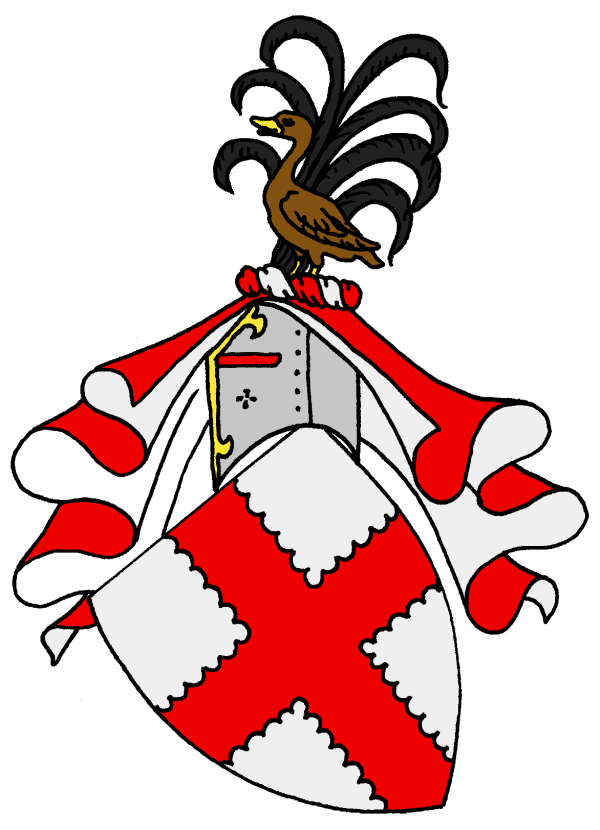
Wappen derer von Gymnich

Mit dem Schloss und Geschlecht ist die Sage vom Gymnicher Ritt verbunden, der noch am Christi Himmelfahrtstag von der Sebastianus-Bruderschaft und der St. Kunibertus Schützengesellschaft als Reiter-Prozession begangen wird. Die Sage ging als Gestaltungselement auch ins Wappen derer von Gymnich ein.